# Dialeurodes adinobotris
Dialeurodes adinobotris là một loài côn trùng cánh nửa trong họ Aleyrodidae, phân họ Aleyrodinae.
Dialeurodes adinobotris được Corbett miêu tả khoa học đầu tiên năm 1935.